# IMx
Gli IMx, precedentemente conosciuti come Immature erano un gruppo musicale R&B statunitense, prodotti dal produttore discografico Chris Stokes.
Membri del gruppo erano Marques "Batman" Houston (4 agosto 1981), Jerome "Romeo" Jones (25 ottobre 1981), e Kelton "LDB" Kessee (2 gennaio 1981), tutti nativi di Los Angeles, dove si formò anche il gruppo.
Con il nome Immature il gruppo pubblicò quattro album: On Our Worst Behavior (1992, a cui partecipò anche Don "Half Pint" Santos, in seguito sostituito da Kessee), Playtyme Is Over (1994), We Got It (1995) e The Journey (1997). Nel 1999 cambiò il proprio nome in IMx e pubblicò altri due album: Introducing IMx (1999) e IMx (2001), oltre ad un greatest hits nel 2001.
Nel corso della loro carriera il gruppo è apparso in un film (House Party 4: Down to the Last Minute), ed in una serie televisiva (Tutti al college), prima di sciogliersi nel 2002.

## Discografia
Immature
- On Our Worst Behavior (1992)
- Playtyme Is Over (1994)
- We Got It (1995)
- The Journey (1997)

IMx
- Introducing IMx (1999)
- IMx (2001)
- Greatest Hits (2001).